# Winnie Böwe
Winnie Böwe (* 8. November 1973 in Halle (Saale)) ist eine deutsche Schauspielerin und Opernsängerin (Sopran).

## Leben
Winnie Böwe ist die jüngste Tochter des Schauspielers Kurt Böwe und seiner Frau Heidemarie, geb. Schönknecht, einer Hörspiel-Dramaturgin. Sie wuchs in Berlin-Lichtenberg auf und sang im Rundfunkkinderchor Berlin. Obwohl ihr Vater ihr riet, statt Schauspielerin Sängerin zu werden, studierte sie dennoch von 1993 bis 1997 an der Hochschule für Schauspielkunst „Ernst Busch“ Berlin Schauspiel. Nebenbei nahm sie aber privat klassischen Gesangunterricht und ließ sich zur Sopranistin ausbilden. Die Schauspielerin Susanne Böwe (* 1964) ist ihre Schwester.
Sie lebt mit ihrem Mann und zwei Töchtern in Berlin-Pankow.

## Karriere
Erste Theaterengagements führten Winnie Böwe 1998 an das Residenztheater München und 1999 an das Staatsschauspiel Dresden. Seit 2000 ist sie freischaffend. Neben Theaterrollen an verschiedenen deutschen Bühnen war sie in verschiedenen Operninszenierungen zu sehen. Weiterhin war sie an Hörspielen, Opernaufnahmen und Hörbüchern beteiligt. Konzertauftritte verschiedener Genres gehören auch zu ihrem Repertoire.
Film- und Fernsehrollen übernahm sie ab Mitte der 2000er Jahre und sie beschränkten sich bisher zumeist auf Gast- und Nebenrollen. Von 2006 bis 2020 war sie in der Nebenrolle der Sprechstundenhilfe Nora in der Fernsehserie Familie Dr. Kleist zu sehen. Nebenrollen hatte sie ab 2010 auch in Kinoproduktionen wie Boxhagener Platz, Kriegerin und Bibi & Tina.

## Theaterrollen (Auswahl)
- 1997: „Lilian“ (Hauptrolle) in „Happy End“ – Regie: Bärbel Jaksch, am Berliner Ensemble
- 1998: „Lucy“ in der „Dreigroschenoper“ – Regie: Klaus Emmerich, am Residenztheater München
- 1999: „Thekla“ in „Wallenstein“ – Regie: Hasko Weber, am Staatsschauspiel Dresden
- 2000: „Franziska“ (Hauptrolle) in „Franziska Linkerhand“ – Regie: Irmgard Lange, am Staatsschauspiel Dresden
- 2002: „Ariel“ in „Der Sturm“ – Regie: Christian Weise und Christian Tschirner am Puppentheater Halle und am Schauspiel Köln
- 2003: „Nachtigall“ in „Die Vögel“ – Regie: Christian Weise, am Deutschen Theater Berlin
- 2006: „Frau“ in „Männer“ – Regie: Franz Wittenbrink, an den Münchner Kammerspielen
- 2007: „Poldi“ in „Jedem das Seine“ (Uraufführung) – Regie: Michael Sturminger, am Stadttheater Klagenfurt
- 2008: Solo-Sopran in „Die Maßnahme/Mauser“ – Regie: Frank Castorf, an der Volksbühne Berlin
- 2009: „Eliza“ (Hauptrolle) in „My Fair Lady“ – Regie: Bernd Mottl, am Opernhaus Hannover
- 2010: Gesang/„Frau Blitzer“/„Marthe“ in „Der Hofmeister“ – Regie: Frank Castorf, am Schauspielhaus Zürich
- 2019: "Molly Grant" in "Ein Hauch von Venus", an der Staatsoperette Dresden

## Oper (Auswahl)
- 2000: „Soprano I“ in Facing Goya von Michael Nyman (Uraufführung) – Regie: Johnathan Moore, Tournee durch Spanien, CD-Aufnahme mit der Michael-Nyman-Band unter Leitung des Komponisten
- 2001: „Soprano I“ in Einstein on the Beach von Philip Glass – Regie: Bertolt Schneider, in den Räumlichkeiten der früheren Staatsbank der DDR in Berlin
- 2003: „Diana“ in Philemon und Baucis von Joseph Haydn – Regie: Immo Karaman, am Magazin der Staatsoper Berlin
- 2005: „Soprano I“ und Solo in Einstein on the Beach von Philip Glass – Regie: Bertolt Schneider, zum Einstein-Jahr in der Parochialkirche, Berlin
- 2008: „Frau“ in Jakob Lenz von Wolfgang Rihm – Regie: Frank Castorf, bei den Wiener Festwochen

## Filmografie
- 1999: Die Handschrift des Mörders (Fernsehfilm)
- 2001: Streit um drei (Fernsehserie, eine Folge)
- 2004: Berlin, Berlin (Fernsehserie, Folge Nochmal mit Gefühl)
- 2005–2006: Alphateam – Die Lebensretter im OP (Fernsehserie, 26 Folgen)
- 2005: Die Rettungsflieger (Fernsehserie, Folge Ins Leben zurück)
- 2006: Beutolomäus und der geheime Weihnachtswunsch (Fernsehfilm)
- 2006: Zwei Engel für Amor (Fernsehserie, 15 Folgen)
- 2006–2020: Familie Dr. Kleist (Fernsehserie, 82 Folgen)
- 2006: Die Kinder der Flucht (TV-Doku-Drama)
- 2006: Schonzeit (Kurzfilm)
- 2007: Die Frau vom Checkpoint Charlie (Fernsehfilm)
- 2007: Heimweh nach drüben (Fernsehfilm)
- 2007: 12 heißt: Ich liebe dich (Fernsehfilm)
- 2008, 2020: In aller Freundschaft (Fernsehserie, zwei Folgen)
- 2009, 2013: SOKO Wismar (Fernsehserie, drei Folgen)
- 2009: Löwenzahn (Fernsehserie, Folge Höhlen – Expedition Drachenzahn)
- 2009: Deutschland 09 - 13 kurze Filme zur Lage der Nation
- 2009: Tod aus der Tiefe (Fernsehfilm)
- 2010, 2017: SOKO Leipzig (Fernsehserie, zwei Folgen)
- 2010: Boxhagener Platz
- 2010: Im Angesicht des Verbrechens (Fernsehserie, zwei Folgen)
- 2010: Drei
- 2010: Vom Ende der Liebe (Fernsehfilm)
- 2011: Großstadtrevier (Fernsehserie, Folge Home sweet home)
- 2011: Kriegerin
- 2011: Crashkurs (Fernsehfilm)
- 2011: Doctor’s Diary (Fernsehserie, zwei Folgen)
- 2012: Blonder als die Polizei erlaubt (Fernsehfilm)
- 2012–2014: Heiter bis tödlich: Alles Klara (Fernsehserie, 23 Folgen)
- 2012: Tatort: Todesschütze (Fernsehreihe)
- 2012: Bella Block (Fernsehserie, Folge Unter den Linden)
- 2013: Notruf Hafenkante (Fernsehserie, Folge Held des Tages)
- 2013: Polizeiruf 110: Zwischen den Welten (Fernsehreihe)
- 2013: Danni Lowinski (Fernsehserie, Folge Zu viel Liebe)
- 2014: Der letzte Kronzeuge – Flucht in die Alpen (Fernsehfilm)
- 2014: Ein Reihenhaus steht selten allein (Fernseh-Zweiteiler)
- 2014: Bibi & Tina – Der Film
- 2014: Bibi & Tina: Voll verhext!
- 2014: Ein starkes Team – Der Freitagsmann (Fernsehfilm)
- 2014: Spreewaldkrimi: Die Tote im Weiher (Fernsehfilm)
- 2015: Block B – Unter Arrest (Fernsehserie, zehn Folgen)
- 2015: Mein Sohn Helen (Fernsehfilm)
- 2015: Opa, ledig, jung (Fernsehfilm)
- 2015: Weiber – Schwestern teilen alles (Fernsehfilm)
- 2015: Tatort: Benutzt (Fernsehreihe)
- 2016: Bibi & Tina: Mädchen gegen Jungs
- 2016: Begierde – Jäger in der Nacht (Fernsehfilm)
- 2016: Fanny und die geheimen Väter (Fernsehfilm)
- 2016: Neues aus dem Reihenhaus (Fernsehfilm)
- 2016: Fanny und die gestohlene Frau (Fernsehfilm)
- 2017: In aller Freundschaft – Die jungen Ärzte (Fernsehserie, Folge Die Mauer zwischen uns)
- 2017: Bibi & Tina: Tohuwabohu Total
- 2017: Honigfrauen
- 2017: Meine fremde Freundin
- 2017: Heldt (Fernsehserie, Folge Dat Fenster nach'm Hof)
- 2018: Alles Isy (Fernsehfilm)
- 2018: Bettys Diagnose (Fernsehserie, Folge Eigentor)
- 2019: Frau Jordan stellt gleich (Fernsehserie, Folge Titten und Taten)
- 2019: Das Vorspiel
- 2020: Letzte Spur Berlin (Fernsehserie, Folge Klassenkampf)
- 2021: SOKO Potsdam (Fernsehserie, Folge Tag X)
- seit 2021: Nächste Ausfahrt Glück (Fernsehreihe)
  - 2021: Juris Rückkehr
  - 2021: Beste Freundinnen
  - 2022: Der richtige Vater
  - 2022: Song für die Freiheit
  - 2023: Familienbesuch
  - 2023: Katharinas Entscheidung
  - 2024: Übers Ziel hinaus
  - 2024: Endlich ich
- 2021: Die Drei von der Müllabfuhr – Die Streunerin (Fernsehreihe)
- 2021: Ein Hauch von Amerika
- 2022: SOKO Köln (Fernsehserie, Folge Bürgerkrieg in Büsdorf)
- 2023: Düstersee
- 2023: WaPo Elbe (Fernsehserie, Folge Ewiges Leben)
- 2023: SOKO Stuttgart (Fernsehserie, Folge Bis zum Schluss)
- 2023: SOKO Leipzig (Fernsehserie, Folge Napoleon)
- 2024: Erzgebirgskrimi – Die Tränen der Mütter (Fernsehreihe)
- 2024: Morden im Norden (Fernsehserie, Folge Alles aus Liebe)
- 2024: Praxis mit Meerblick – Kleine Wunder (Fernsehreihe)
- 2024: Die Kanzlei (Fernsehserie, vier Folgen)
- 2025: Gute Zeiten, schlechte Zeiten (Fernsehserie)

## Hörspiele und Features
- 1990: Valerie Radtke: Mein großer Brief (Walli als Mädchen) – Regie: Horst Liepach (Hörspiel – Funkhaus Berlin)
- 1997: Irmgard Keun: Gilgi, eine von uns (Erste Sekretärin) – Regie: Barbara Plensat (Hörspiel – NDR)
- 1999: Dagmar Scharsich: Salve! (Clara) – Regie: Barbara Plensat (Kriminalhörspiel – NDR)
- 2001: Józef Ignacy Kraszewski: Gräfin Cosel (Maria Dönhoff) – Regie: Walter Niklaus (Hörspiel (5 Teile) – MDR)
- 2003: Manfred Zauleck: Die Reise nach Baratonga – Regie: Wolfgang Rindfleisch (Kinderhörspiel – DLR Berlin)
- 2006: Helga M. Novak: Die Eisheiligen; Regie: Gabriele Bigott (RBB)
- 2009: Sybille Hein: Prinzessin Knöpchen – Regie: Christiane Ohaus (Kinderhörspiel (2 Teile) – RB)
- 2009: Wolfgang Zander: Das schwarze Haus – Regie: Beatrix Ackers (Kinderhörspiel – DKultur)
- 2012: Anna-Luise Böhm: Ampelmännchen sind keine Haustiere – Regie: Judith Lorentz (Kinderhörspiel – DKultur)
- 2013: Markus Metz/Georg Seeßlen: Interview mit der Sprechmaschine – Regie: Friederike Wigger (Feature – DKultur)
- 2013: Rosie Füglein: Honeckers langer Schatten (Die Rolle der DDR in Namibias Unabhängigkeitskampf) – Regie: Roman Neumann (Feature – DKultur)
- 2014: Maraike Wittbrodt: Wolfsmutter – Regie: Wolfgang Rindfleisch (Kinderhörspiel – DKultur)
- 2014: Jens Dücker: Zurück ins Ekel – Regie: Friederike Wigger (Feature – NDR)
- 2018: Juli Zeh: Unterleuten – Regie: Judith Lorentz (NDR/rbb)
- 2023: Torsten Schulz: Öl und Bienen – Bearbeitung: Andrea Czesienski, Regie: Dunja Arnaszus (RBB)